# Vinberg
Vinberg ist ein Ort (tätort) in der schwedischen Provinz Hallands län und der historischen Provinz Halland.